# Desde los orígenes
Desde los orígenes fue un programa radial chileno emitido a través de Radio Universidad de Chile (102.5 FM), entre octubre de 2000 y julio de 2007. En el 2020 volvió en formato podcast para la Radio JGM de la Universidad de Chile. Este espacio surgió con el objetivo de abrir el micrófono a integrantes y dirigentes de los pueblos indígenas de lo que hoy conocemos como Chile, difundiendo, así, la diversidad cultural y demandas de los indígenas de Chile.

## Características del programa
Cada capítulo, de una hora semanal, se dedicó a la cultura y realidad de un pueblo originario específico. De esta forma, los pueblos Aimara, Quechua, Mapuche, Kollas, Atacameños, Rapanui, Kawésqar y Yaganes tuvieron su espacio.
Este programa radiofónico difundió entrevistas a investigadores o académicos especialistas en la temática, siendo la parte medular la entrevista a algún integrante o dirigente de algún pueblo indígena, para terminar con una agenda de actividades y noticias de la semana. Todo intercalado con música indígena y microsegmentos, tales como: vocabularios, radioteatro de algún mito o alguna reseña pertinente.
"Desde los orígenes" fue un espacio en el que la tradición y la modernidad, los académicos, auditores e integrantes de los pueblos indígenas del país se encontraron en un diálogo para conocerse y comprenderse, en pos de la valorización de la diversidad.
Tal proyecto respondió a un vacío en los medios de comunicación sobre un tema social emergente, complicado y lleno de discriminaciones y desconfianzas recíprocas, donde el conocimiento del otro fue y sigue siendo crucial para poder entendernos y enriquecernos como sociedad.
Con motivo de los aniversarios del programa, se realizaron tres "Encuentros Interculturales" en la Sala Estudio Master de Radio Universidad de Chile. Estas actividades demostraron el interés y sintonía que provocó el programa, logrando superar los 150 asistentes en cada uno de estos eventos, donde la idea era encontrarse para escuchar y conocer en persona a los indígenas.
A los encuentros -donde hubo muestras de fotografías, textil y plástica mapuche de Mario Arancibia Neculmán, Lorena Lemungier y Rolando Millante- participaron los poetas Elicura Chihuailaf, César Millahueique y Graciela Huinao. A ellos se sumaron los grupos de música andina Arak Pacha y Manka Saya, además de Alwe Kussi (danza y rituales mapuche), así como también los músicos rapanui Tumu Henua, Mito Manutomatoma y Manurere.

## Dirección del programa
En el equipo de producción estuvieron -en una primera etapa desde 2000 hasta 2004- las periodistas Caterina Gaggero, Karín Schlegel, Jesica Araya y Claudia Villagrán Muñoz. Posteriormente, los realizadores fueron Enrique Antileo (antropólogo), Felipe Curivil (licenciado en historia), Romina López (periodista) y Margarita Ortiz Caripán.

## Actualidad
Actualmente el programa está siendo dirigido por la periodista y académica del Instituto de la Comunicación e Imagen de la Universidad de Chile Claudia Villagrán, y en el equipo participan estudiantes de periodismo del ICEI.
Mantiene el mismo formato de sus inicios, como un programa de conversación dedicado a abrirle el micrófono a los pueblos indígenas del territorio conocido como Chile.
Lo puedes escuchar en la plataforma on demand Tantaku y en Spotify. También lo puedes escuchar en la señal online de la Radio JGM.

## Algunos invitados 2007
- Elicura Chihuailaf, poeta mapuche, autor de “Recado confidencial a los chilenos” y “De sueños azules y contrasueños” entre otras obras.
- Cristina Calderón, abuelita Yagán de Villa Ukika, Puerto Williams.
- Alfredo Chipana, aymara expresidente del Consejo Nacional Aymara, que agrupa a 235 organizaciones del país.
- Juan Carlos y María Isabel Tonko, kawésqar de Puerto Edén.
- Patricio Chiguay, vicepresidente Comunidad Yagán de Puerto Williams.
- Leonel Lienlaf, poeta mapuche–lafquenche.
- Matias Riroroko, Presidente del Consejo de Ancianos número 2 de Rapanui.
- Viviana Herrera, Colla de Tierra Amarilla, III Región.
- Sandra Berna, atacameña, exalcaldesa de San Pedro de Atacama, exconsejera ante la Conadi.
- Tomás Roa , guaraní de Paraguay.
- Elena Ipas, quichua, Confederación Nacional de Organizaciones Campesinas e Indígenas del Ecuador.
- Oscar Aguilera, etnolinguista. Coautor primer diccionario de lengua Kawésqar.
- Graciela Huinao, poeta Mapuche-Huilliche, autora de Walinto y La nieta del Brujo.
- Anne Chapman, etnohistoriadora francesa, investigó en terreno a las últimas mujeres Onas.
- Francisco Caquilpan, Comunicaciones Xeg Xeg, director Radio Wallon de Licanray.
- Aucán Huilcamán, Werken o vocero del Consejo de Todas las Tierras.
- José Segovia “Patara”, aymara. Director grupo de música andina Arak Pacha.
- José Llancapan, Consejero Mapuche Urbano ante la Conadi.
- César Millahueique, poeta y actor mapuche.
- Pablo Marimán, historiador mapuche.
- Reinaldo Elguero, vicepresidente del Consejo de ancianos Quechua de la I y II región.
- Sarita Imilmaqui, Grupo Mapu Domuche Newen, grupo de mujeres en apoyo de las ñañas Quintremán (Nicolasa y Berta).
- Gilberto Sánchez, lingüista de lenguas indígenas chilenas y extranjeras de la U. De Chile.
- Amauta Antonio Espinoza Huayllas, Bolivia, Centro Cultural Mestizo Andino Bartolina Sisa / Túpac Katari.
- Janet Paillán, periodista y videasta mapuche. Entre sus documentales se encuentran Punalka (1997) y Wirarún (1999).
- Pedro Cayuqueo, Director del Periódico Mapuche Azkintuwe.

## Premios y reconocimientos
- En 2004, en honor a la celebración del Día Internacional de la Mujer, "Desde los Orígenes" recibió el Sexto Premio Mujeres y Medios del SERNAM en la categoría de Radios, por el trabajo en pos de la no discriminación contra de la mujer indígena.